# Цурупін Артем Германович
Арте́м Ге́рманович Цуру́пін (нар. 16 липня 1992, Київ, Україна) — український футболіст, півзахисник. Нині тренер.

## Життєпис
Артем Цурупін народився 16 липня 1992 року. Вихованець київського футболу. Перша футбольна команда — «Дружба» (Київ). З 12-річного віку виступав у столичних юнацьких змаганнях та в Дитячо-юнацькій футбольній лізі України в складі команди «Атлет» (Київ).
Професіональна кар'єра Артема розпочалась у 18-річному віці, у сезоні 2010/11, коли він дебютував у Професіональній футбольній лізі у футболці білоцерківської «Росі». Наступним професіональним клубом для Цурупіна став «СКАД-Ялпуг» з Болграду.
У 2013 році цей гравець активно виступав у сильному аматорському чемпіонаті Київської області: команди «Чайка» (Києво-Святошинський район) і «Легіон» (Київ). Згодом пробує сили на любительському рівні у Польщі, після чого, у 2014 році, захищав кольори київського «Арсеналу».
2015 рік Цурупін розпочинає у своєму колишньому клубі «Чайка», у якому грав на чемпіонат Київщини, аж поки 22 липня не підписує офіційний професійний контракт з НК «Верес». Уже в матчі першого туру в Стрию став автором єдиного переможного м'яча у ворота місцевої «Скали» (і першого у новітній історії «Вереса»).
У березні 2016 року став гравцем клубу «Гірник-Спорт», де виступав до завершення сезону. Після чого два наступних сезони провів в складі ФК «Мир», а в сезонах 2018/19 та 2019/20 грав за команди: «Чайка» (Петропавлівська Борщагівка) та ФК «Черкащина».
Влітку 2020 року підписав контракт з клубом «Рубікон», в якому грав упродовж року. На початку 2020/21 сезону провів 100-й офіційний матч у другій лізі України. В першій половині сезону 2021/22 виступав за «Олімпік» (Донецьк), де був капітаном команди.
У серпні 2022 року підписав контракт з футбольним клубом «Буковина» (Чернівці). В літнє міжсезоння 2023 року гравцем цікавились клуби УПЛ: «Минай» та «Рух», також Артем побував на перегляді в команді «Інгулець», проте в результаті пролонгував контракт з чернівецьким клубом.
30 березня 2024 року Цурупін провів 200-й офіційний матч у всеукраїнських професійних змаганнях (поєдинок першої ліги України: «Буковина» — «Чернігів»), а 27 квітня того ж року записав у свій актив 75-й офіційний поєдинок у першій лізі України (матч: «Буковина» — «Діназ»). По завершенню 2023/24 сезону за обопільною згодою сторін залишив чернівецьку команду.
У сезоні 2024/25 був граючим тренором друголігової команди з Івано-Франківська: «Ревера 1908». 12 квітня 2025 року Артем провів 200-й офіційний матч у змаганнях ПФЛ (75 матчів у першій лізі та 125 у другій). По завершенню сезону завершив професіональну кар'єру гравця.

## Досягнення
- Срібний призер Другої ліги України (1): 2015/16 (1-а ч. с.)

## Статистика
Станом на 15 липня 2025 року
| Турніри            | Матчі | Кількість забитих м'ячів |
| ------------------ | ----- | ------------------------ |
| Перша ліга України | 75    | 0                        |
| Кубок України      | 11    | 0                        |
| Друга ліга України | 130   | 6                        |
| Всього за кар'єру  | 216   | 6                        |